# Ajton község
Ajton (románul: Aiton) község Kolozs megyében, Erdélyben, Romániában. Beosztott falvai Ajton (községközpont) és Rőd. 2008 óta Kolozsvár metropolisztérség része.

## Fekvése
Kolozs megye középső részén helyezkedik el, 16 kilométerre Tordától és 28 kilométerre Kolozsvártól.

## Népessége
1850-től a népesség alábbiak szerint alakult:
| Lakosok száma | 2438 | 2803 | 3528 | 4132 | 4585 | 2772 | 1626 | 1338 | 1085 | 1061 |
|               | 1850 | 1880 | 1900 | 1930 | 1941 | 1977 | 1992 | 2002 | 2011 | 2021 |

A 2002-es népszámlálás adatai alapján Ajton község népessége 1338 fő volt, míg a 2011-es népszámlálás szerint 1085 fő lakott a község területén. 2011-ben a következő volt a nemzetiségi megoszlás: 898 fő (82,76%) román, 126 fő (11,61%) magyar, 12 fő (1,11%) cigány, míg 49 fő (4,52%) ismeretlen nemzetiségű. Felekezeti szempontból a népesség összetétele a következő volt: 622 fő (57,33%) ortodox, 257 fő (23,69%) görög rítusú római katolikus, 111 fő (10,23%) református, 24 fő (2,21%) pünkösdista, 17 fő (1,57%) római katolikus, 3 fő (0,28%) jehovista, 2 fő (0,18%) egyéb felekezetű és 49 fő (4,52%) ismeretlen felekezethez tartozó.

## Nevezetességei
A község területéről az alábbi épületek szerepelnek a romániai műemlékek jegyzékében:
- az ajtoni fatemplom (LMI-kódja CJ-II-m-B-07513)
- az ajtoni református templom (CJ-II-m-B-07515)